# Níðhöggr

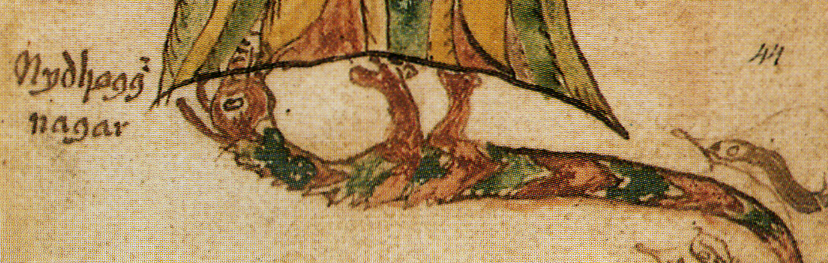
Una rappresentazione di Níðhǫggr in un manoscritto islandese del XVIII secolo.

Níðhǫggr ("colui che colpisce con odio") è, nella mitologia norrena, il nome dato ad un Linnormr, una creatura malefica simile ad un enorme drago-serpente.

## Nella mitologia
Non è chiaro se i riferimenti tramandati, spesso oscuri e allusivi, si riferiscano sempre alla stessa creatura o non, piuttosto, a diverse figure con lo stesso nome.
Così nella Vǫluspá, canto 39:
þunga strauma

menn meinsvara

ok morðvarga

ok þanns annars glepr

eyrarúnu.

Þar sýgr Níðhöggr

nái framgengna;

slítr vargr vera.

Vituð ér enn eða hvat?»
difficili correnti

uomini spergiuri

ed assassini

e chi seduce di un altro

la consorte.

Là succhia Níðhöggr

i corpi dei morti,

il lupo strazia gli uomini.

Che altro tu sai?»
(Edda poetica - Völuspá - Profezia della Veggente)
Una serpe di nome Níðhǫggr si annida tra le radici di Yggdrasill, l'albero cosmico, scambiando costantemente insulti con l'aquila che sta sulla sommità dei rami, per il tramite dello scoiattolo Ratatoskr.
Un altro Níðhǫggr è nominato in riferimento al Ragnarǫk, la fine del mondo, nell'ultimo canto, il 66:
dreki fliúgandi,

naðr fránn neðan

frá Niðafiöllum;

berr sér í fiöðrum

flýgr völl yfir

Níðhöggr nái;

nú mun hon sökkvask»
il drago che vola,

la serpe scintillante

da sotto Niðafiöll.

Porta tra le sue ali,

sulla pianura vola,

Níðhöggr, i morti.

Ora lei si inabissa.»
(Edda poetica - Vǫluspá - Profezia della Veggente)
Da questi versi si desume che, quando il mondo, distrutto, rinascerà dalle sue ceneri, giovane e splendente, su di esso volerà come un'ombra Níðhǫggr, qui definito "serpe lucente di Niðafjǫll", portando tra le piume i cadaveri dei morti.
Altresì è sempre Níðhǫggr il nome del serpente che, nell'aldilà, tormenta i cadaveri dei morti e se ne nutre.
Da segnalare infine come Níðhǫggr sia anche il nome di un nano.

## Nella cultura di massa

### Citazioni nei videogiochi
- Nel videogioco Square-Enix "Final Fantasy XI" (PC, Playstation 2, Xbox), Nidhogg è un drago che appare nell'antro denominato "Dragon's Aery" da 3 a 5 giorni dopo la sua ultima morte, è la versione High Quality del drago Fafnir.
- Nel videogioco God of War : Ragnarók, sviluppato da Santa Monica Studio e rilasciato il 9 novembre 2022, Nidhogg è una bossfight di trama suddivisa in 4 fasi.
- Nel videogioco Microsoft Age of Mythology è presente nella civiltà norrena il Níðhöggr, sotto forma di drago alato con corna di cervo. Invocabile dai seguaci della dea Hel, nell'espansione Age of Mythology: The Titans si rivela essere stato addomesticato da Folstag, re dei giganti del gelo.
- Nel videogioco Nintendo Fire Emblem: The Sacred Stones, Nidhogg è un potente arco di rango S. È estremamente efficace contro nemici alati e mostri.
- Nel videogioco Myth: History in the Making, messo in commercio per il Commodore 64 nel 1989 e per Amiga nel 1992, Nidhogg è un drago che abita in una foresta chiamata appunto Foreste di Nidhogg.
- Nel terzo capitolo della serie Boktai, messo in commercio solo in Giappone, Nidhoggr è un Immortale di bassa statura e con degli occhiali tondi, che pilota la Nidhoggr Machine, una nave robot a forma di alligatore. Django dovrà prima fare abbastanza danni alla macchina, che poi inghiottirà il protagonista, spingendolo alla seconda battaglia, con il pilota della macchina.
- Nell'anime Soul Eater Nidhogg è una nave fantasma responsabile della scomparsa di un'intera popolazione di un villaggio sul mare.
- Nel videogioco spaziale Eve Online, la Nidhoggur è una potente nave da combattimento e logistica di classe Carrier appartenente alla categoria Capital Ship.
- Nei videogiochi Pokémon X e Y, il leggendario Pokémon Zygarde di tipo Drago-Terra, è un riferimento al Nidhoggur.
- Vi è un gioco indie per computer di scherma omonimo uscito il 13 gennaio 2014 , nel quale ad ogni tua vittoria, vieni divorato da un serpente gigante, possibilmente Nidhogg.
- Nel MMO online Battlestar Galactica la Nidhogg è una nave di linea di tipo multifunzione della fazione cylone.
- Nel videogame Unison League esiste un evento dove è possibile combattere contro di lui.
- Nel MMO Crossout il Nidhogg è uno shotgun leggendario a colpo singolo, che richiama vagamente nella forma le fattezze la creatura mitologica.
- Nella serie di jrpg Shin Megami Tensei è un demone controllabile dal protagonista, analogamente è un Persona evocabile nello spin-off Persona.
- nel videogioco Word of Tanks Blitz è il nome di una skin leggendaria per il carro armato pesante di livello 10 (X) di nazionalità europea, il kranvagn.
- In Devil May Cry 5 Nidhogg è un boss affrontato da V nel corso della campagna. Presenta un corpo principale umanoide e tre corpi secondari dalle fattezze serpentine.Inoltre vive all'interno delle radici del Qliphoth, similmente a come il Nidhogg menzionato nella mitologia norrena vive tra le radici dell'Yggdrasil. Sono presenti anche larve di Nidhogg che sono utilizzate per rimuovere vari ostacoli nel corso delle missioni.
- Nel videogioco Titan Quest, Nidhoggr è un boss del V atto, presente nell'espansione Titan Quest: Ragnarök. Si trova tra le radici di Yggdrasil ed è un lindworm  che usa attacchi elementali implacabili.
- Nel videogioco Seven deadly sins: Grand cross, Nidhoggr è un boss a fasi, di una modalità chiamata nido della bestia demoniaca, ultima di 4, tutte di mitologia norrena - l'uccello Hræsvelgr, il cervo Eikþyrnir, i cani Sköll and Hati, il serpente Nidhoggr. È raffigurato come un serpente draconico con una gemma in mezzo alla fronte, che utilizza attacchi venefici e una coda dalla forma umanoide.
- Nel videogioco Assassin's Creed: Valhalla Nidhoggr è un boss affrontato nel sogno onirico di Eivor nel terzo dei mondi sotterranei per raggiungere Hel. Il protagonista rivestendo i panni di Odino dovrà affrontare un enorme drago alato divoratore di morti (anche di vivi) che utilizzerà prevalentemente attacchi venefici.

### Citazioni dai libri
Nella saga La ragazza drago di Licia Troisi si fa riferimento a Nidhoggr come una gigantesca viverna che ha distrutto l'albero del mondo e che aspetta di essere risvegliata, facendone l'antagonista dell'intera vicenda.
Nella serie Everworld di K.A. Applegate i protagonisti incontrano il drago Nidhoggr, proprietario di un tesoro immenso.
Nella serie I segreti di Nicholas Flamel, l'immortale, nel secondo libro i protagonisti devono affrontare il serpente della mitologia nordica liberatosi dalle radici dell'albero cosmico.
Nella trilogia Magnus Chase e gli Dei di Asgard, di Rick Riordan, viene citato nel primo libro come drago che rosicchia le radici dell'Albero del mondo per distruggerlo.